# Невинен
„Невинен“ (на английски: An Innocent Man) е американска криминална драма от 1989 г. на режисьора Питър Йейтс с участието на Том Селек.